# ブラック・サイト

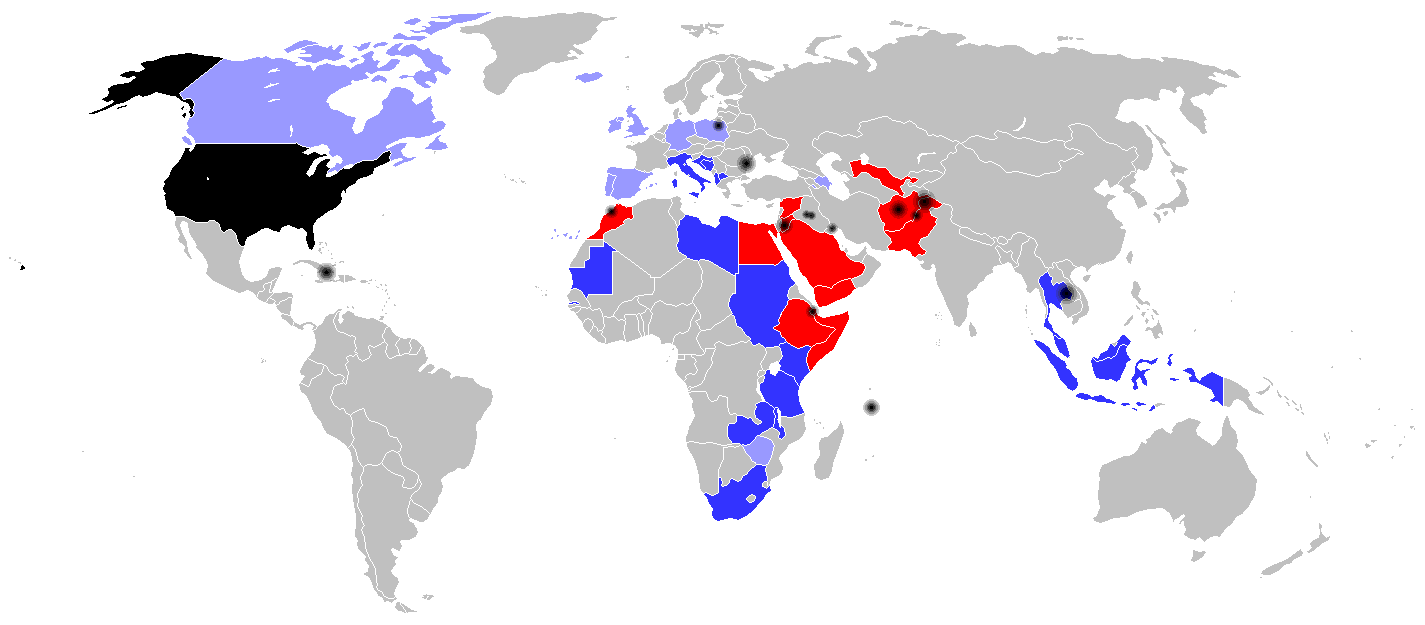
ブラック・サイトが存在すると考えられている地域
濃青の国から誘拐が行われたとされる。被拘禁者は薄青の国を経由して、赤の国に移送されたとされる。黒点はブラックサイトの場所とされる。

ブラック・サイト（Black site）とは、アメリカ合衆国国外にある秘密軍事施設である。施設の所在国は秘密となっている。テロ容疑者への水責め（ウォーターボーディング）など、過酷な尋問をすることで知られる。

## 概要
基本的にはアメリカ国外の友好国かつ軍事政権もしくは人権があまり尊重されていない国（旧共産圏の東欧諸国や中東の親米国）に設置されているとされる。
これは国外でないとアメリカ国内の憲法や法律が適用されてしまうため、高度な尋問と言う名の拷問などが行えないためである。
これらの施設がいつ頃からあったかは定かでは無いが、対テロ戦争にて地域別で多くの容疑者への取り調べを行ったりする事が増え、それに伴う冤罪や過酷な拷問方法が知られる様になり、メディア等に度々登場する様になった。2006年に当時のアメリカ合衆国大統領ジョージ・W・ブッシュが存在を認めた。